# Симфориан (епископ Гапа)
Симфориа́н (Симфорье́н; лат. Symphorianus, фр. Symphorien; умер не позднее 739) — епископ Гапа (около 700 (?) — не позднее 739).

## Биография
Управление Симфорианом кафедрой Гапа пришлось на время, очень скудно освещённое в современных ему исторических источниках. Главная причина этого — уничтожение большей части документов в ходе неоднократных разорений земель Прованса, осуществлённых испанскими маврами в VIII — первой трети X веков. Предыдущим главой Гапской епархии, упоминаемым в средневековых источниках, был епископ Потентиссим, деятельность которого датируется 640-ми годами. Предполагается, что между ним и Симфорианом епархией управляли ещё несколько епископов, сведения о которых не сохранились.
О родственных связях Симфориана известно из документа, составленного в 739 году по повелению его племянника, патриция Прованса Аббона. Согласно сведениям этого источника, Симфориан принадлежал к влиятельному бургундскому галло-римскому роду, под контролем которого находились перевалы в Котских Альпах, связывавшие Франкское государство и Лангобардское королевство. Возможно, братом Симфориана мог быть епископ Амбрёна Валхин, но подтверждения этому в раннесредневековых документах отсутствуют.
Дата рукоположения Симфориана в епископский сан не известна. Предполагается, что его интронизация могла состояться в начале VIII века (возможно, около 700 года). Достоверно установлено только то, что Симфориан всё ещё занимал епископскую кафедру во второй половине 720-х годов, но к 739 году его уже не было в живых. Об этом сообщается в датированном 5 мая 739 года завещании патриция Аббона, в котором тот передавал Гапской епархии богатые пожертвования (в том числе, обширные земельные владения вблизи Сузы) в память о своём скончавшемся дяде и опекуне.
Из событий понтификата Симфориана в средневековых хрониках упоминается только его конфликт с не названными по именам «злыми людьми» (лат. malis hominibus), из-за преследований которых он был вынужден бежать из Гапа. Симфориан так и не смог возвратиться в свой епископский город и скончался в изгнании.
Следующим после Симфориана главой Гапской епархии, известным из исторических источников, был Донадьё, единственное упоминание о котором датируется 788 годом.